# Despenalización de la homosexualidad en Costa Rica
La despenalización de la homosexualidad en Costa Rica ocurrió el 15 de noviembre de 1971, con la entrada en vigencia de un nuevo Código Penal que eliminaba referencias a la sodomía como un crimen. No obstante, el código mantuvo como delito la «sodomía escandalosa» e incluyó referencias discriminatorias a la homosexualidad, que no fueron retirados hasta 2002 y 2013, respectivamente.

## Historia
La sodomía se encontraba tipificada como delito en el artículo 233 del Código Penal de Costa Rica de 1941, promulgado el 21 de agosto de dicho año:

Artículo 233.- El que se hiciere reo del delito de sodomía, sufrirá la pena de prisión de uno a tres años; y si uno de los procesados tuviere sobre su codelincuente poder de mando o disciplinario, como ascendiente, tutor, maestro, jefe, guardián o en cualquier otro concepto que implique influencia de autoridad o de dirección moral, la pena será de dos a cuatro años.

### Despenalización y eventos posteriores
El nuevo Código Penal costarricense fue aprobado el 4 de mayo de 1970 y entró en vigencia el 15 de noviembre de 1971. En él se eliminaban las relaciones homosexuales consensuadas como delito, no obstante, la «sodomía escandalosa» seguía siendo considerada un delito menor en el número 15 del artículo 378:

Contravenciones contra las buenas costumbres
Sección Única
Artículo 378.- Se impondrá de dos a treinta días mlta:
Sodomía.
15) Al que practicare la sodomía en forma escandalosa.

En 2002 fue derogado del Código Penal el artículo 378, que tipificaba como delito la «sodomía escandalosa». En julio de 2008 el Comité contra la Tortura observó que las disposiciones locales de Costa Rica sobre la "moral pública" otorgaban a la Fuerza Pública y a los jueces facultades discrecionales para discriminar por motivos de orientación sexual:

El Comité toma nota de los esfuerzos realizados por el Estado parte para enfrentar los casos de abuso de autoridad por parte de los guardias de frontera y del personal penitenciario, incluyendo mediante recomendaciones específicas para que los funcionarios no incurran en acciones u omisiones violatorias de derechos. Sin embargo, el Comité sigue preocupado por los casos de abuso en contra de inmigrantes y nacionales, sobre todo por razón de su orientación sexual y/o identidad transexual. El Comité considera que, en particular, la normativa sobre las buenas costumbres puede otorgar un poder discrecional a la policía y a los jueces que, junto con prejuicios y actitudes discriminatorias, puede resultar en abusos hacia este grupo poblacional (arts. 2, 11 y 16).

El 31 de julio de 2013 la Sala Constitucional de la Corte Suprema de Justicia de Costa Rica emitió un dictamen con el que anulaba el inciso 6 del artículo 98 y el inciso e del artículo 102 del Código Penal, que hacían referencia a medidas de seguridad para detenidos homosexuales, y de este modo eliminó las últimas referencias discriminatorias a la homosexualidad de la legislación penal costarricense.